# Pasquale Sacco
Pasquale Sacco (Londra, 27 novembre 1900 – San Giuseppe Vesuviano, 17 settembre 1943) è stato un carabiniere italiano ed eroe della Seconda Guerra Mondiale, durante la quale muore per salvare la vita ad un gruppo di bambini sangiuseppesi.
È in corso l'iter burocratico per il riconoscimento della medaglia d'oro al valor civile.

## Biografia
Terzogenito di cinque figli, Sacco nacque nel 1900 a Londra da due emigranti italiani, Andrea Sacco da Amalfi e Maria Pinto da Ravello. In gioventù si trasferì in Italia per prestare il servizio di leva militare obbligatorio. Nel 1924 sposa Caterina Scala, dalla quale ha cinque figli.
Nel 1940 viene richiamato alle armi per lo scoppio della seconda guerra mondiale. Da carabiniere svolge il servizio dapprima presso la caserma dei Carabinieri di Torre del Greco, poi presso la sede della Tenenza in Torre Annunziata ed infine in San Giuseppe Vesuviano, dove muore nel 1943. Le circostanze della sua morte emersero solo nel 1995, quando uno dei ragazzini da lui salvati riesce finalmente a mettersi in contatto con una delle figlie.

## La morte
La mattina del 17 settembre 1943 i paesi vesuviani vennero duramente bombardati dagli aerei inglesi per scacciare le ultime resistenze tedesche nella zona che sei giorni dopo, il 23 Settembre, avrebbero fucilato il parroco padre Gino Ceschelli e nello stesso giorno veniva ucciso a Palidoro il brigadiere napoletano Salvo D’Acquisto. Altri carabinieri della caserma di San Giuseppe Vesuviano, compreso il comandante maresciallo, scapparono al seguito di donne e bambini in montagna. Sacco, invece, decise di restare. Dopo la prima ondata di bombardamenti, un gruppo di bambini uscì a giocare con una palla di stracci nella piazza del paese, quando Sacco, avvertendo il ritorno degli aerei alleati, pur consapevole dell'enorme pericolo, si precipitò fuori dalla caserma riuscendo tra le bombe a mettere in salvo tutti i fanciulli. Durante l'ultimo salvataggio, però, una raffica di mitragliatrice lo raggiunse in pieno, freddandolo all'istante. 
L'Associazione culturale "Settembre 1943" di San Giuseppe Vesuviano ha avviato l'iter burocratico per il riconoscimento della medaglia d'oro al valor civile.

## Riconoscimenti

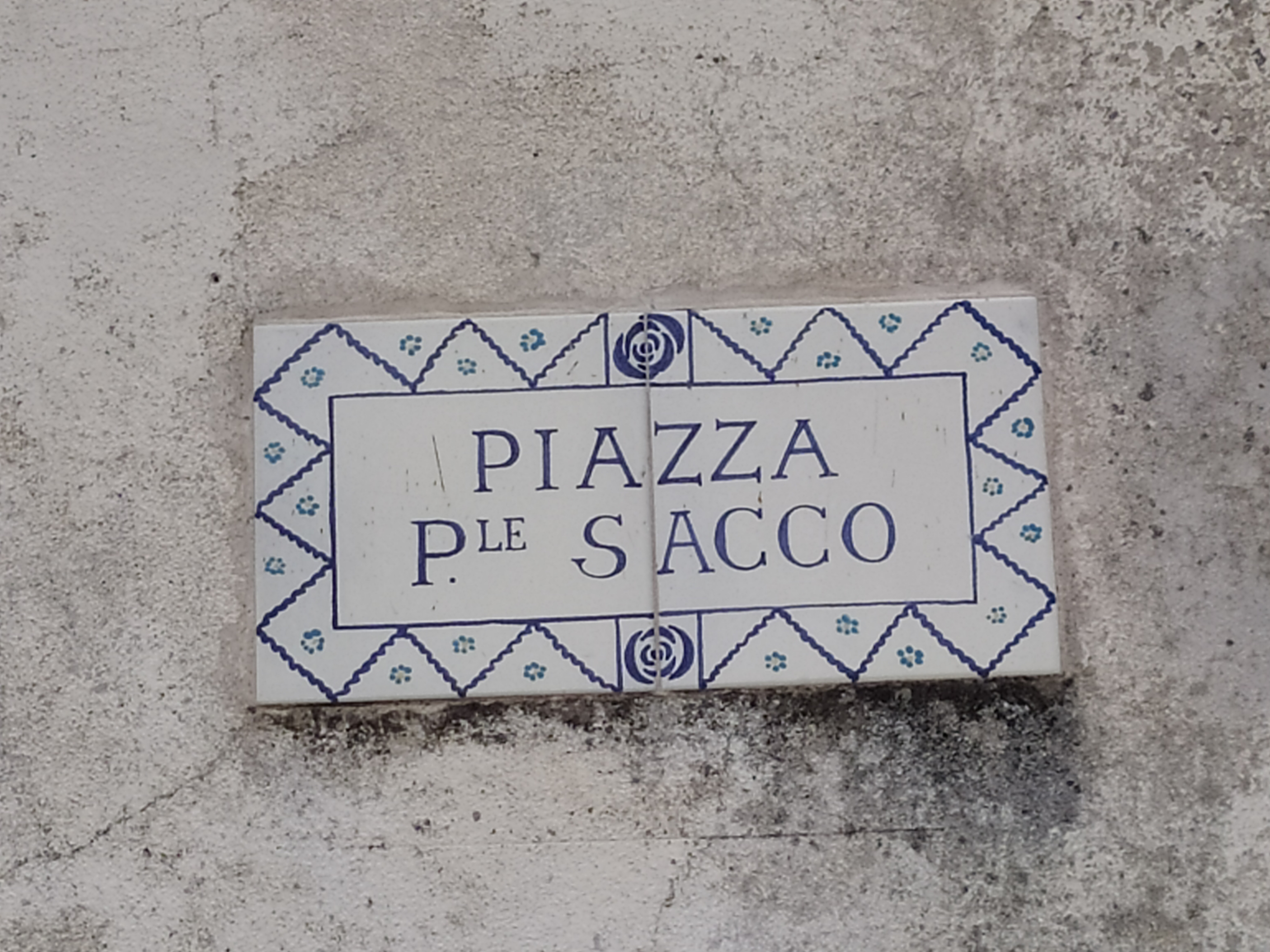
Piazza Pasquale Sacco, in Torello, frazione di Ravello (SA)

- San Giuseppe Vesuviano gli ha dedicato una lapide il 18 settembre 1995, dopo una solenne commemorazione alla presenza delle massime autorità civili e militari e degli alunni della scuola media "Ceschelli"[10][8][11][12][13][14].
- Ravello gli ha dedicato una piazza[15] a seguito della manifestazione commemorativa del 20 novembre 1999[7].